# Torrent de Cal Fèlix
El Torrent de Cal Fèlix és un afluent per l'esquerra del Torrent de Davins, al Bages.

## Municipis per on passa
Des del seu naixement, el Torrent de Cal Fèlix passa successivament pels següents termes municipals.
|                                                    | Longitud (en m.) | % del recorregut |
| -------------------------------------------------- | ---------------- | ---------------- |
| Per l'interior del municipi de Sant Mateu de Bages | 1.873            | 71,98%           |
| Per l'interior del municipi de Navars              | 729              | 28,02%           |

## Xarxa hidrogràfica
La xarxa hidrogràfica del Torrent de Cal Fèlix està constituïda per 13 cursos fluvials. La totalitat de la xarxa suma una longitud de 7.128 m.

### Distribució municipal
El conjunt de la xarxa hidrogràfica del Torrent de Cal Fèlix' transcorre pels següents termes municipals: